# Marve
Die Marve ist ein Fluss in Frankreich, der in den Regionen Grand Est und Bourgogne-Franche-Comté verläuft. Sie entspringt beim Weiler Ferme du Carron im nördlichen Gemeindegebiet von Arthonnay, entwässert generell Richtung Norden und mündet nach rund 20 Kilometern im Gemeindegebiet von Lantages als linker Nebenfluss in den Hozain. Auf den obersten etwa 1,5 Kilometern durchquert die Marve das Département Yonne und fließt dann bis zu ihrer Mündung im Département Aube.

## Orte am Fluss
(Reihenfolge in Fließrichtung)
- Balnot-la-Grange
- Maisons-lès-Chaource
- Pargues
- Praslin
- Lantages
- La Chapelle-d’Oze, Gemeinde Lantages